# Leander-Gletscher
Der Leander-Gletscher ist ein Gletscher in den Admiralitätsbergen im ostantarktischen Viktorialand. Er fließt vom Gebiet westlich des Mount Black Prince südwärts zwischen dem Shadow Bluff und der McGregor Range zum Tucker-Gletscher.
Teilnehmer der New Zealand Geological Survey Antarctic Expedition (1957–1958) vermaßen einen Teil des Gletschers und erkundeten den oberen Abschnitt vom Mount Midnight und Mount Shadow. Benannt ist er nach dem neuseeländischen Kriegsschiff HMNZS Leander.